# Europamesterskabet i fodbold 2028 (mænd)
|  | Denne artikel indeholder information om en fremtidig sportsbegivenhed Der kan forekomme spekulativ information, og indholdet kan ændres dramatisk når arrangementet nærmer sig og mere information bliver tilgængelig. |

Europamesterskabet i fodbold 2028 bliver det 18. EM i fodbold. Turneringen bliver afholdt i Storbritannien og Irland. Fordi der er mere end to værter (i fodboldsammenhæng består Storbritannien af fire landshold: England, Skotland, Wales og Nordirland) vil værterne ikke blive automatisk kvalificerede, men hvis flere end to af holdene ikke kvalificerer sig, vil to af holdene få adgang alligevel.
Kampene vil blive spillet på disse stadioner:
- Etihad Stadium
- St. James’ Park
- Tottenham Hotspur Stadium
- Villa Park
- Wembley
- Everton Stadium
- Millennium Stadium
- Hampden Park
- Dublin Arena
- Casement Park